# Das Traumhotel – Kap der Guten Hoffnung
Kap der guten Hoffnung ist der Titel eines deutsch-österreichischen Liebesfilms aus dem Jahr 2009. Der Fernsehfilm ist der zwölfte Teil der Filmreihe Das Traumhotel.

## Handlung
In seinem Luxushotel in Kapstadt feiert Markus Winter ein Wiedersehen mit dem alten Freund Jonathan Beckett. Jonathan war über viele Jahre im Ausland und möchte auf das Weingut der Familie zurückkehren, das sein Bruder leitet. Auf dem Gut eingetroffen muss er erfahren, dass der Bruder inzwischen verstorben ist. Seine Schwägerin Hanna Beckett und deren Sohn Lennard versuchen, das tief in die roten Zahlen geratene Weingut zu sanieren. Auch Jonathan möchte helfen, wird jedoch von dem skeptischen Lennard brüsk zurückgewiesen. Beide ahnen nicht, dass Lennard Jonathans Sohn ist. Erst nachdem Hanna beiden reinen Wein eingeschenkt hat, kommt es zu einer Annäherung. Gemeinsam gelingt es schließlich, das Weingut zu retten.
Die junge Tierärztin Katharina Kühn ist nach Kapstadt gekommen, um dort ein Praktikum abzuleisten. Bestürzt muss sie feststellen, dass ihr Praktikumsplatz inzwischen vergeben ist. Mit Markus‘ Hilfe wird sie dem knurrigen Busch-Tierarzt Dr. Mike Kubach vermittelt. Mike braucht Hilfe, denn er hat sich das Bein gebrochen. Von weiblicher Unterstützung hält er zunächst nichts, aber Katharina, die es im Busch nicht nur mit Tieren, sondern auch mit Wilderern zu tun bekommt, überzeugt ihn allmählich vom Gegenteil.
Die Architektin Natalie Wagner soll in Kapstadt die Planung für ein großes Fußballstadion leiten. Unglücklicherweise soll das Stadion auf einem Gelände errichtet werden, das bisher Nachwuchskickern als Trainingsplatz diente. Als sich Natalie in den engagierten Trainer der kleinen Fußballer Lukas Hafner verliebt, der für den Erhalt des Bolzplatzes kämpft, sucht sie nach einer für beide Seiten befriedigenden Lösung. Markus Winter kontaktiert Franz-Josef Wolf, Natalies Chef. Dieser hat ein Herz für die kleinen Fußballer und gemeinsam finden sie einen Ausweg.

## Produktion
Das Traumhotel – Kap der guten Hoffnung wurde vom 22. September bis zum 17. Oktober 2008 in Johannesburg und Kapstadt gedreht. Die Kostüme schuf Heike Werner, das Szenenbild stammt von Walter Dreier. Der Film erlebte seine Premiere am 23. Januar 2009 im Ersten.